# U-235
U-235 — средняя немецкая подводная лодка типа VIIC времён Второй мировой войны.

## История
Заказ на постройку субмарины был отдан 20 января 1941 года. Лодка была заложена 25 февраля 1942 года на верфи «Германиаверфт» в Киле под строительным номером 665, спущена на воду 4 ноября 1942 года. Лодка вошла в строй 19 декабря 1942 года под командованием оберлейтенанта Госке фон Мюллендорфа.

### Командиры
- 19 декабря 1942 года — 19 января 1943 года Госке фон Мюллендорф
- 20 января 1943 года — 20 мая 1943 года оберлейтенант цур зее Клаус Беккер
- 29 октября 1943 года — 1 апреля 1945 года оберлейтенант цур зее Ганс-Эрих Куммец
- 2 апреля 1945 года — 14 апреля 1945 года капитан-лейтенант Фридрих Хюсген

### Флотилии
- 19 декабря 1942 года — 20 мая 1943 года — 5-я флотилия (учебная)
- 29 октября 1943 года — 1 апреля 1945 года — 22-я флотилия (учебная)
- 2 апреля 1945 года — 14 апреля 1945 года — 31-я флотилия

### История службы
Лодка не совершала боевых походов. Успехов не достигла. Была потоплена 14 мая 1943 года в доке Германиаверфт в Киле американскими бомбами. Поднята, отремонтирована, вернулась в строй 29 октября 1943 года.
Потоплена 14 апреля 1945 года в проливе Каттегат, в районе с координатами 58°09′ с. ш. 10°48′ в. д., по ошибке глубинными бомбами с германского миноносца Т-17 типа 1937. 47 погибших (весь экипаж).